# Luís Antônio, Duque de Enghien
Luís Antônio (português brasileiro) ou Luís António (português europeu), Duque de Enghien (em francês:  Louis-Antoine-Henri de Bourbon-Condé, duc d'Enghien; Chantilly, 22 de agosto de 1772 – Vincennes, 21 de março de 1804) foi um nobre francês, príncipe de sangue executado às ordens de Napoleão Bonaparte depois de ter sido aprisionado em território germânico, conduzido para Vincennes e sujeito a um julgamento cujo veredicto já estava predeterminado pelo Primeiro Cônsul Napoleão. A sua execução causou comoção entre a aristocracia europeia e levou ao resfriamento das relações de Napoleão Bonaparte com o papa Pio VII e com a maioria dos monarcas europeus. Mais famoso na morte do que em vida, a execução do duque d’Enghien transformou o jovem supliciado numa das grandes figuras românticas do início do século XIX.

## Biografia
Luís Antônio Henrique de Bourbon-Condé nasceu em Chantilly a 22 de agosto de 1772, filho único de Luís Henrique, que viria ser o último Príncipe de Condé, e de Batilda de Orleães, irmã de Luís Filipe II, Duque de Orleães (o famoso Filipe Igualdade). Foi o último descendente da antiga e poderosa casa de Condé.
Foi educado privadamente pelo historiador e intelectual jesuíta Claude François Xavier Millot, mais conhecido por Abbé Millot, e recebeu treino militar do comodoro de Vimieux.
Mostrando desde cedo inclinação para a carreira militar, como era tradição da Casa de Condé, iniciou a sua carreira militar em 1788.
A partir de 1789, perante a turbulência da França revolucionária, o jovem duque d'Enghien e o seu pai, como muita da alta nobreza francesa, procuraram refúgio no exílio. Aí incorporaram-se no Exército dos Emigrados (Armée des Emigrés) que se formou além Reno, em território dos principados alemães, sob o comando de seu avô Luís José de Bourbon, príncipe de Condé. A partir de 1792 passou a ser oficial de cavalaria no regimento estacionado em Baden-Baden, tendo nesse ano participado na tentativa fracassada de invasão da França comandada por Carlos Guilherme Fernando, Duque de Brunsvique-Volfembutel.
Continuou ao serviço das forças comandadas pelo seu avô e pelo seu pai, conhecidas como o exército de Conté, tendo-se distinguido em várias acções pela sua bravura na vanguarda dos ataques.
Quando em fevereiro de 1801 aquela força foi dissolvida por força do tratado conhecido como a Paz de Lunéville, instalou-se em Ettenheim, localidade sita nas margens do rio Reno, no então Grão-Ducado de Baden. Aí casou secretamente com a princesa Carlota de Rohan, à qual devotava um amor apaixonado. Carlota era sobrinha de Louis René Édouard de Rohan, cardeal-arcebispo de Estrasburgo.
Quando em agosto de 1803 se soube que estaria em preparação uma conjura realista, que envolveria um atentado contra Napoleão a ser executado em Malmaison, foi iniciada uma investigação secreta para descobrir os implicados. Foi então que Napoleão Bonaparte teve notícia que estaria em preparação uma nova conspiração, envolvendo Georges Cadoudal, Jean-Charles Pichegru e o general Jean Victor Moreau.
Foi então decidido que executar uma punição exemplar, executando uma das figuras liderantes do campo realista pró-Bourbon. O ministro que tinha a seu cargo as polícias, Joseph Fouché, foi encarregue de organizar a acção.
Supondo que o duque d'Enghien, como último dos príncipes de sangue real que se encontrava no grupo, poderia seria o núcleo aglutinador de uma qualquer tentativa de restauração da monarquia, e sabendo que ele residia na zona fronteiriça e estava desprotegido, mandou raptá-lo pela sua polícia secreta e trazê-lo para território francês.
Apesar de não ter qualquer actividade política relevante, o duque d’Enghien, representante de uma das mais prestigiosas famílias da alta nobreza e neto do ex-comandante das forças de emigrados pró-Bourbon, constituía simultaneamente uma pressa fácil e um poderoso exemplo.
Foi posta a correr a notícia de que o duque estaria em companhia de Charles François Dumouriez e de que faria viagens secretas a território francês em preparação da conjura (o que era falso, nunca se tendo provado que existisse qualquer conjura envolvendo o jovem).

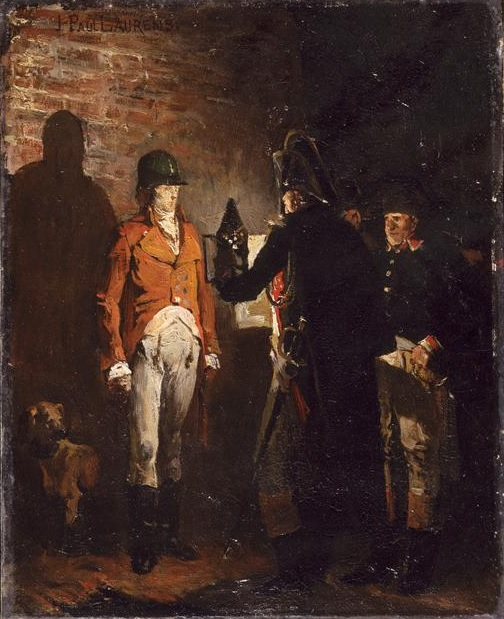
Execução do duque d'Enghien (óleo de Jean-Paul Laurens, 1873).

Apreendido na noite de 15 para 16 de março de 1804, por uma força constituída por três brigadas de gendarmes e cerca de 300 soldados de uma companhia de Dragões que cruzou secretamente o Reno penetrando em território alemão, o príncipe foi de imediato trazido para Estrasburgo. Daí foi levado para Vincennes, onde no dia 20 de Março foi sujeito a um conselho de guerra realizado por uma comissão militar presidida por Pierre Augustin de Hulin, conde de Hulin, que mais tarde procuraria justificar a sentença através da publicação de opúsculo que ficou célebre.
Condenado à morte, por uma sentença concluída pelas 4 horas da madrugada desse dia, foi fuzilado meia hora depois, às 4h30 da madrugada do dia 21 de março de 1804, nos fossos do Château de Vincennes. O seu corpo foi enterrado numa vala existente nas proximidades do Pavillon de la Reine.
Os membros da comissão militar terão recebido ordens explícitas do Primeiro Cônsul, transmitidas através de Jean Marie René Savary, para que o duque d’Enghien fosse sumariamente condenado e executado de imediato.
Sabe-se que Joséphine de Beauharnais e Madame de Rémusat pediram debalde a Napoleão que não mandasse executar o jovem e que as notícias que atribuíram a decisão a outros, pretendendo fazer crer que Napoleão não estava envolvido são falsas. Foi uma decisão pessoal do Primeiro Cônsul, como ele aliás o admitiu durante o seu exílio na ilha de Santa Helena e no seu testamento político, afirmando que o voltaria a fazer se necessário.
Conhecedor do efeito que a execução teria nas relações externas do Império, o diplomata Charles-Maurice de Talleyrand-Périgord fez um comentário que ficaria célebre: Aquilo foi pior que um crime; foi um erro.
Os realistas acusaram imediatamente Napoleão de se ter covardemente desembaraçado do último descendente de uma das famílias mais ilustres da França, descendente de sangue real, e que granjeara ao longo dos séculos um prestígio imenso em resultado da coragem militar e bravura dos seus membros e dos constantes serviços que prestaram à França. Contudo, estas considerações e a emoção criada em torno da execução, não impediram que muitos dos que a criticaram se tivessem depois aliado a Napoleão, quando este se instalou no trono imperial.
A execução do Duque chocou a aristocracia da Europa, que ainda se lembrava do derramamento de sangue da Revolução. Ou Antoine Boulay o conde de la Meurthe ou o chefe da polícia de Napoleão, Fouché, disse sobre sua execução "C'est pire qu'un crime, c'est une faute", que pode ser traduzido como "É pior que um crime, é um erro". A afirmação às vezes também é atribuída a Talleyrand. No ensaio de 1844, "Experiência", Emerson atribui erroneamente a fala ao próprio Napoleão.
Em contraste, na França, a execução pareceu acalmar a resistência interna a Napoleão, que rapidamente instaurou uma ditadura militar ao coroar-se a si próprio Imperador dos Franceses. Cadoudal, consternado com a notícia da proclamação de Napoleão, supostamente exclamou: "Queríamos fazer um rei, mas fizemos um imperador".
Mais tarde, a Restauração dos Bourbon fez do duque d’Enghien um dos mártires da realeza, à imagem dos generais da Vendeia. A sua memória permaneceu viva nos meios realistas, sobrevivendo até à actualidade, pelo que o bicentenário da sua morte foi marcado pela realização de colóquios e debates. A execução, aparentemente de reduzido interesse político, criou uma imensa vaga de indignação nas cortes europeias, incluindo a corte pontifícia, com o papa Pio VII a protestar em termos violentos. A figura do jovem duque, apaixonado e secretamente casado com Charlotte de Rohan, Mademoiselle de Rochefort, foi imediatamente transformada num dos mártires do revolucionarismo e mitificado como uma das grandes figuras românticas do início do século XIX. Deu origem a múltiplos romances e poemas, ganhando na morte uma projecção que não pudera ter na sua curta vida.
O duque d’Enghien está sepultado na Sainte-Chapelle de Vincennes, para onde Luís XVIII de França mandou trasladar os seus restos mortais em 1816, sob um monumento da autoria de Alexandre Lenoir.